# Klakør
En klakør (fra fransk claqueur) er person der som forklapper er betalt for at give applaus under en forestilling.
Brug af klakører var en udbredt praksis i Frankrig i 1800-tallet, hvor dramatikere eller teaterdirektører købte publikum til at forklappe af nye skuespil.
I dag ser man brug af klakør inden for tv-mediet, hvor der blandt publikum er forklappere, som sørger for, at publikum klapper og griner de rigtige steder, med en virkning der kan minde om dåselatter, der dog er forproduceret og lagt ind over.